# 에피파니 (우크라이나 정교회 주교)

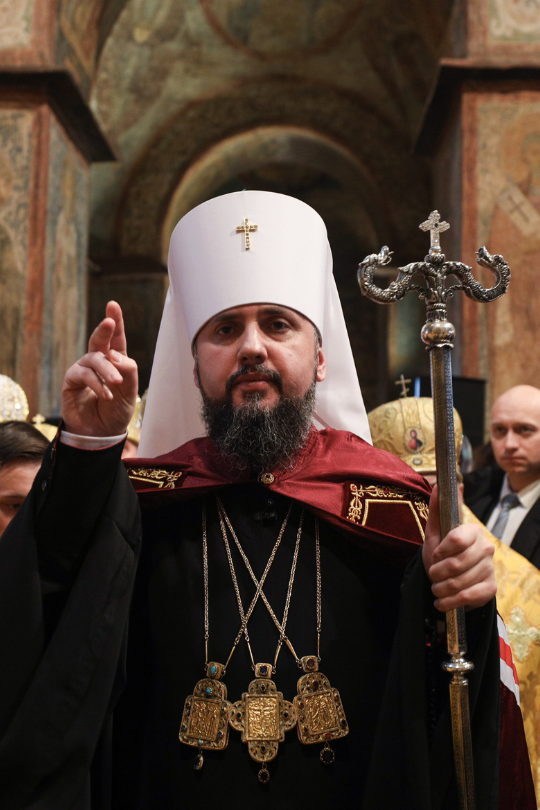
에피파니 주교

에피파니 두멘코(우크라이나어: Епіфаній Думенко, 1979년 2월 3일 ~ )는 우크라이나에서 규모가 가장 큰 기독교 교단인 우크라이나 정교회의 수좌주교이다. 본명은 세르히 페트로비치 두멘코(우크라이나어: Сергій Петрович Думенко)이며 공식 칭호는 키이우와 전우크라이나의 에피파니 관구대주교(우크라이나어: Епіфаній, Митрополит Київський і всієї України 에피파니, 미트로폴리트 키이우스키 이 우시예이 우크라이니[*])이다.

## 생애
우크라이나 오데사주 이바니우카구에 위치한 보우코베 마을 출신이며 체르니우치주 스토로지네츠구에 위치한 스타라자도바 마을에서 어린 시절과 학창 시절을 보냈다. 1996년에는 스타라자도바에 위치한 고등학교 과정을 졸업하고 키이우 신학교에 입학했다. 1999년에 키이우 신학교를 수석으로 졸업한 이후에 키이우 신학 아카데미에 입학했다.
2003년에는 《도니카 시대의 교회와 계율 간의 수집품의 형성 및 그 특징》을 주제로 한 논문을 통해 키이우 신학 아카데미로부터 박사 학위를 받았고 2006년부터 2007년까지 그리스 아테네 대학교에서 철학과 인턴 과정을 이수했다. 2012년 8월 30일에는 《거룩한 조국의 연속적인 맥락에서 구원에 관한 정교회의 교리》에 관한 논문을 통해 키이우 정교회 신학 아카데미로부터 신학 박사 학위를 받았다. 키이우 정교회 신학 아카데미에서 성경과·철학과 교수로 근무했고 우크라이나 기자 연합회·국제 기자 연합의 회원으로도 활동했다.
2008년 1월 25일에는 필라레트 데니센코 키이우 전루시-우크라이나 총대주교의 서기로 임명되었으며 2008년 3월 20일에는 키이우 비두비치 수도원의 관리인으로 임명되었다. 2008년 5월 30일에는 키이우 총대주교 사무국장으로 임명되었고 2009년 10월 21일에는 키이우 교구 비슈호로드 주교 목사로 임명되었다. 2010년 7월 27일에는 키이우 정교회 신학교 강사 및 페레야슬라우흐멜니츠키 교구 관리인으로 임명되었고 2013년 10월 28일에는 페레야슬라우흐멜니츠키(현재의 페레야슬라우)·빌라체르크바 총대주교 관리인으로 임명되었다.
2018년 12월 15일을 기해 키이우 총대주교좌 우크라이나 정교회와 우크라이나 독립 정교회가 통합되면서 신설된 우크라이나 정교회가 발족함과 동시에 에피파니가 수좌주교에 착좌하였다. 이에 따라 키이우 총대주교좌 우크라이나 정교회의 수좌주교에서 물러나게 된 필라레트 데니센코 총대주교는 우크라이나 정교회의 명예 총대주교로 임명되었다.

## 같이 보기
- 콘스탄티노폴리스 세계총대주교청
- 우크라이나 정교회
- 필라레트